# Instruction d'Ânkhsheshonq
L'instruction d'Ânkhsheshonq est une œuvre littéraire sur papyrus de l'Égypte antique qui a été provisoirement datée de la période ptolémaïque, bien que son contenu puisse être d'origine plus ancienne.
Le papyrus a été obtenu en 1896 par le British Museum (papyrus BM 10508).

## Contenu
Il contient un récit introductif et une liste de maximes sur de nombreux sujets, son style a été décrit comme pragmatique et humoristique. Il commence par une longue introduction qui décrit la raison pour laquelle les instructions ont été écrites. Il compte vingt-huit pages, avec des dommages importants aux pages 1-2 et 24-28.

### Quelques instructions
- Ceux qui disent : « Cela ne peut pas arriver » devraient jeter un coup d'œil à ce qui est caché.
- Chaque jour, Dieu révèle les secrets de sa création sur la Terre.
- Dieu a créé la lumière et l'obscurité dans lesquelles toute la création existe.
- Votre vie est vraie lorsque le cœur et les mots sont sans faille.
- Ne demandez pas à Dieu des conseils pour ensuite les ignorer.
- N'enseignez pas à ceux qui ne veulent pas entendre.
- Ne faites pas intervenir un Sage dans une affaire banale quand une affaire plus importante l'attend.
- Ne fais pas intervenir un fou dans une affaire importante ou tu devras alors faire appel à un Sage.
- Lorsqu'un sage est mis à l'épreuve, il est à peine conscient de ses réalisations spirituelles.
- Celui qui a été choisi dans la foule n'est pas automatiquement un sage pour autant.
- Ne lancez pas une lance si vous visez mal.
- Ne permets pas à l'ignorant et à l'insensé de faire un travail pour lequel ils ne sont pas aptes.
- Ne dis pas : « J'ai labouré le champ mais je n'ai pas été payé en retour » ; laboures-le à nouveau, il est bon de travailler.
- Ne laissez jamais un impie ou un homme médiocre donner des ordres aux gens.
- Dieu quitte une ville lorsqu'elle est gouvernée par un mauvais dirigeant.
- Quand Rê, la lumière divine, est en colère contre un pays, la loi, la justice et les valeurs s'effondrent et les fous prennent la place des sages.
- Si une femme est en paix avec son mari, les choses ne tourneront jamais mal.
- Quand un homme sent agréablement la myrrhe, sa femme est comme un chat devant lui. Mais quand un homme est blessé, sa femme est là comme une lionne pour le protéger.
- N'habitez pas dans une maison qui a été maudite par Dieu. Sa capacité de destruction se retournera contre vous.
- Ne dites pas « Je sais » ; mettez-vous à l'apprentissage.
- Ne méprisez pas une petite chose, de peur d'en souffrir.
- Un petit souci peut vous briser le dos,
- Une petite bonne nouvelle peut faire bondir votre cœur,
- Un peu de rosée peut faire vivre l'herbe,
- Une petite abeille peut faire du miel.
- Les richesses de l'homme généreux sont plus grandes que celles de l'avare.
- Ceux qui aiment donner de la nourriture aux autres trouveront un accueil à table dans chaque maison.
- Ne négligez pas d'aider ceux qui vous aident.
- La richesse d'une ville est un gouverneur juste.
- La richesse d'un temple, c'est un bon prêtre.
- La richesse d'un champ, c'est le temps où l'on travaille la terre.
- La richesse d'un magasin, c'est le moment où les marchandises sont stockées.
- La richesse d'une maison, c'est une femme sage.
- La richesse d'un sage, ce sont ses paroles.
- La richesse d'un ouvrier, ce sont ses outils.
- Acquérir des choses avec avidité est un mal qui n'a pas de fin.
- C'est l'avidité qui conduit aux querelles et aux combats dans un ménage et apporte le malheur aux familles.
- Les récompenses de la cupidité sont comme de la cendre soufflée par le vent.
- Celui qui crache sur le Ciel, son crachat retombera sur lui.
- Gardez vos distances avec ceux qui ont de la haine dans leur cœur.
- La mort d'un homme mauvais est une cause de célébration pour ceux qu'il laisse derrière lui.
- Tout le monde peut trouver le chemin vers Dieu, mais les ignorants ne le peuvent pas.
- Pour les ignorants, l'œuvre de Dieu n'est qu'une plaisanterie.
- Les conseils donnés aux stupides pèsent aussi peu que le vent.
- Le fou qui allume un feu s'en approche trop et se brûle.
- Il vaut mieux avoir un serpent qui traîne dans la maison qu'un imbécile.
- Les actes méchants d'un imbécile nuisent à ceux qui lui sont proches.
- On épuise un âne en le chargeant de briques.
- Ne te gâte pas quand tu es jeune. Sinon, quand tu seras vieux, tu seras faible.
- Servez Dieu pour qu'il vous protège.
- Servez vos frères et sœurs pour avoir une bonne réputation.
- Sers une personne sage pour qu'elle te serve.
- Sers une personne qui te sert.
- Sers toute personne pour qu'elle te serve.
- Sers ton père et ta mère pour que tu ailles de l'avant et prospères.
- Examine chaque chose pour la comprendre.
- Ne dis pas que je suis savant, mais applique-toi à devenir sage.
- Sois doux et patient, alors ton caractère sera beau.
- C'est dans le développement du caractère que l'instruction réussit.
- Apprends la structure et le fonctionnement du ciel.
- Apprends la structure et le fonctionnement de la terre.
- La bonne fortune d'une ville est un chef qui agit avec droiture.
- La bonne fortune d'un temple est son prêtre.
- La bonne fortune d'un champ est le temps qu'on y travaille.
- La bonne fortune d'un entrepôt, c'est de le garnir.
- Et la bonne fortune des sages, ce sont leurs excellents conseils.
- Que le « frère aîné » de la ville soit celui à qui elle est confiée.
- Que le frère le plus gentil de la famille soit celui qui fait office de « frère aîné » pour elle.
- Que j'aie quelque chose et que mes proches aient quelque chose pour que je puisse manger à ma faim sans me retenir.
- Que l'eau ne manque jamais de venir.
- Que le champ ne manque jamais de fleurir.
- Que les enfants fassent honneur à leur père et à leur mère.
- Que la lune suive le soleil et ne manque pas de se lever.
- Que je reconnaisse mes amis pour partager mes biens avec eux.
- Que je reconnaisse mon frère et ma sœur pour leur ouvrir mon cœur.
- Et que la vie suive toujours la mort.
- N'envoyez pas un sage dans une petite affaire quand une affaire importante est en attente.
- Heureux le cœur de celui qui a fait un jugement devant un sage.
- Un maître sage qui demande conseil, sa maison tient pour toujours.
- Un homme sage cherche un ami, un fou cherche un ennemi.
- Les enfants du fou errent dans la rue, mais ceux du sage sont toujours avec eux.
- Un homme sage est celui qui sait ce qui se passe autour de lui.
- Que le cœur d'une femme soit le cœur de son mari afin qu'ils soient libres de toute dispute.
- Si une femme est en paix avec son homme, ils ne s'en sortiront jamais mal.
- Si une femme murmure à propos de son homme, ils ne s'en sortiront jamais bien.
- Une bonne femme au caractère noble est une nourriture qui vient en temps de faim.
- Une femme qui reste une femme la nuit est louée le jour.
- Celui qui viole une femme mariée sur le lit verra sa femme violée sur le sol.
- Une femme se laisse aimer selon le caractère de son homme.
- N'envoyez pas un fou dans une affaire importante quand vous pouvez envoyer un sage.
- N'instruisez pas un insensé, de peur qu'il ne vous haïsse pour cela.
- Quand on instruit un insensé, il dit : « Ce qu'ils font m'insulte ».
- L'ami d'un fou est un fou.
- L'ami d'un sage est un autre sage.
- Si on vous donne du pain pour être stupide, vous apprendrez peut-être à mépriser l'instruction.
- Bien que le chemin de Dieu soit devant tous les gens, l'insensé ne peut le trouver.
- Ne rabaissez pas les personnes âgées dans votre cœur.
- Honore les personnes âgées dans ton cœur, et tu seras honoré dans le cœur de tous.
- Ne te moque pas de ton fils devant sa mère, de peur d'apprendre la mesure de son père.
- Ne préfère pas l'un de tes enfants à l'autre, car tu ne sais pas lequel d'entre eux sera gentil avec toi.
- Il n'y a pas de dent qui se décompose et qui reste à sa place.
- Il n'y a pas d'ami qui marche seul.
- Il n'y a pas de sage qui s'afflige.
- Il n'y a pas de fou qui trouve du profit.
- Il n'y a personne qui abandonne son compagnon de voyage et que Dieu n'en tienne pas pour responsable.
- Il n'y a personne qui trompe qui ne soit pas trompé.
- Et nul qui fait le mal ne continue et ne prospère vraiment.
- Ne fais pas de mal à une personne et ne fais pas en sorte qu'une autre te le fasse.
- Que ta générosité atteigne celui qui en a besoin.
- Ne sois pas avare, car la richesse n'est pas une vraie sécurité.
- Dis la vérité à tout le monde ; qu'elle s'accroche à ton discours.
- Ne fais pas à une personne ce que tu n'aimes pas et n'incite pas une autre personne à te faire la même chose.
- Il n'y a de bonne action que celle qui est faite pour celui qui en a besoin.
- Ceux qui luttent avec les gens de leur ville se réjouiront de la victoire avec eux.